# Evina Stamatī
Eudokia Stamatī, detta Evina (in greco Ευδοκία "Εβίνα" Σταμάτη?; Atene, 2 agosto 1984), è una cestista greca.

## Carriera
Con la Grecia ha disputato i Campionati mondiali del 2018 e tre edizioni dei Campionati europei (2009, 2011, 2017).